# Michelbach, Haut-Rhin
Michelbach là một xã ở tỉnh Haut-Rhin trong vùng Grand Est ở đông bắc Pháp. Xã này có diện tích 3,35 km², dân số năm 1999 là 316 người. Khu vực này có độ cao 340 mét trên mực nước biển.